# Patrick O'Hearn
Pour les articles homonymes, voir Hearn.
Patrick O’Hearn est un bassiste / multi-instrumentiste et compositeur américain né à Los Angeles (Californie) le 6 septembre 1954.
Élève de Gary Peacock au Cornish College of the Arts de Seattle au début des années 1970, il s’installe en 1973 à San Francisco où il s’intègre rapidement à la scène musicale de la Région urbaine de San Francisco (Bay Area) en jouant avec des artistes renommés comme Charles Lloyd, Joe Henderson, Dexter Gordon, Joe Pass, Woody Shaw, Eddie Henderson et Bobby Hutcherson mais aussi avec de jeunes musiciens de sa génération : Terry Bozzio, Mark Isham et Peter Maunu. En 1976 il rencontre Frank Zappa dont il devient le bassiste pendant un peu plus de deux ans. 
De façon étonnante, on peut entendre son « audition » avec Zappa sur le disque, Sleep Dirt et le titre The Ocean is The Ultimate Solution. Il raconte : « J'étais en tournée avec le saxophoniste Joe Henderson. Nous jouions pour une semaine dans un club de Los Angeles. Terry Bozzio m'a invité à passer au studio où lui et Frank travaillaient. Donc, un soir, je suis passé après le dernier concert avec Joe. J'avais ma contrebasse avec moi, c'était au milieu de la nuit et je ne voulais pas la laisser dans ma voiture garée dans la rue. Alors je l'ai transportée dans le hall du studio, à la recherche d'un endroit pour la ranger, et il se trouve que Terry et Frank se tenaient là pendant une pause en train de prendre un café. Terry m'a présenté Frank et en quelques minutes, Frank m'a demandé si je serais prêt à jouer de la contrebasse sur un morceau sur lequel ils travaillaient. J'ai accepté avec enthousiasme et j'ai été introduit dans le studio, où l'ingénieur du son commençait à installer les micros et à régler le son.En un rien de temps, la bande tournait et j'improvisais sur un morceau très intéressant : changements de tempo, changements de clé et de signature rythmique, transitions inhabituelles. C'était différent de la musique que j'avais jouée auparavant et c'était vraiment amusant!
Frank a semblé satisfait du résultat et m'a demandé si je jouais de la basse électrique. Je lui ai dit que oui mais que je ne l'avais pas avec moi. Il m'a demandé de revenir la nuit suivante après que je sois passé au club pour récupérer une basse. Je lui ai demandé si je pouvais avoir une cassette du morceau. Ce qui a été fait ;  je suis resté éveillé le reste de la nuit et dans la journée à écrire une partition et à essayer d'apprendre le morceau. Je suis retourné au studio la nuit suivante et nous avons enregistré la basse électrique. Frank et Terry sont sortis de la salle de contrôle et se sont approchés de moi dans le studio. Frank m'a demandé: «  As-tu besoin d'un job?» - ma tournée avec Joe se terminait et je n'avais rien d'autre de prévu. J'ai dit: "Oui, je peux le faire." Frank a tendu la main et a dit: "Félicitations, tu es embauché - à effet immédiat." C'était un coup de chance et une belle opportunité. » En tournées dans le monde entier avez Zappa de 1976 à 1978, il apportera à sa musique le son fretless que l'on peut par exemple entendre sur le double album live Zappa in New York. 
C’est pendant cette période que passant de la contrebasse acoustique à la guitare basse électrique (fretless) il s’intéresse aux instruments de musique électroniques. En 1979 il participe à la création du groupe Group 87 en compagnie du trompettiste Mark Isham et du guitariste Peter Maunu. En 1981 il est invité par Terry Bozzio, batteur et ex-musicien de Frank Zappa à rejoindre le groupe Missing Persons.
Depuis 1985 il poursuit une carrière solo.

## Discographie

### Albums Solo
- 1985 : Ancient Dreams ; Private Music
- 1986 : Between Two Worlds ; Private Music
- 1988 : Rivers Gonna Rise ; Private Music
- 1989 : Eldorado ; Private Music
- 1990 : Mix Up ; Private Music
- 1991 : Indigo ; Private Music
- 1992 : The Private Music of Patrick O’Hearn ; Private Music
- 1995 : Trust ; Deep Cave
- 1996 : Metaphor ; Deep Cave
- 2001 : So Flows the Current ; Paras Recording
- 2003 : Beautiful World ; patrickohearn.com
- 2005 : Slow Time ; patrickohearn.com
- 2007 : Glaciation ; patrickohearn.com
- 2011 : Transitions ; patrickohearn.com

### Participations avec Frank Zappa
- Zappa in New York (1978)
- Sleep Dirt (1979)
- Joe's Garage (1979)
- Sheik Yerbouti (1979)
- Shut Up 'N' Play Yer Guitar (1981)
- Tinsel Town Rebellion (1981)
- Ship Arriving Too Late to Save a Drowning Witch (1982)
- Baby Snakes (1983)
- Them or Us (1984)
- You Can't Do That on Stage Anymore, Vol. 1 (1988)
- You Can't Do That on Stage Anymore, Vol. 3 (1989)
- You Can't Do That on Stage Anymore, Vol. 6 (1992)

### Bandes originales de films
- 1988 : Destroyer de Robert Kirk
- 1989-1990 : Falcon Crest (série télévisée) (21 épisodes)
- 1991 : Heaven Is a Playground de Randall Fried
- 1992 : Sables mortels (White Sands) de Roger Donaldson
- 1993 : Le Gardien des Esprits (Silent Tongue) de Sam Shepard
- 1993 : Un père en cavale (Father Hood) de Darrell Roodt
- 1995 : Crying Freeman de Christophe Gans
- 1995 : Fausse Identité (As Good as Dead) (téléfilm) de Larry Cohen
- 1999 : Alien Cargo (téléfilm) de Mark Haber
- 2000 : Border Patrol (téléfilm) de Mark Haber
- 2006 : The Wheelhouse (court métrage) de Sean Garland
- 2009 : Ice Bears of the Beaufort (documentaire) d'Arthur C. Smith III
- 2011 : NokotaHeart (documentaire) de Sean Garland
- 2015 : The Neighbours Project (documentaire) de Dylan Burr
- 2017 : Ovum (court métrage) de Luciano Blotta